# Вергулёвка (Перевальский район)
Вергулёвка (укр. Вергулівка) — село, относится к Перевальскому району Луганской области Украины. С 2014 года населённый пункт контролируется самопровозглашённой Луганской Народной Республикой.

## География
Около населённого пункта берут начало реки Санжаровка и Лозовая (правые притоки Лугани, бассейн Северского Донца). С западной стороны к селу примыкает ж-д станция Боржиковка.
К западу от населённого пункта проходит граница между Луганской и Донецкой областями.
Из населённых пунктов Донецкой области на юго-западе соседствуют село Новогригоровка и город Дебальцево.
В Луганской области к востоку расположен ещё один населённый пункт с названием Вергулёвка (ниже по течению Лозовой), имеющий статус посёлка городского типа и относимый к Брянковскому городскому совету; также соседствуют: посёлок Комиссаровка и село Оленовка (ниже по течению Лозовой) на востоке, посёлки Южная Ломоватка на северо-востоке, Круглик на юге.

## Население
Население по переписи 2001 года составляло 401 человек.

## Общие сведения
Почтовый индекс — 94325. Телефонный код — 6441. Занимает площадь 0,687 км². Код КОАТУУ — 4423656102.

## Местный совет
94325, Луганская обл., Перевальский р-н, пгт Комиссаровка, кв. Молодёжный, 1.